# Myosorex zinki
Myosorex zinki es una especie de musaraña de la familia soricidae.

## Distribución geográfica
Es endémica de Tanzania.

## Hábitat
Su hábitat natural son: montañas y pantanos húmedos subtropicales o tropicales.